# Concertgebouw
A Királyi Concertgebouw (holland nevén Koninklijk Concertgebouw IPA(key): /ˈkoː.nɪŋ.klək kɔnˈsɛrt.xəˌbɑu̯/) Amszterdam és egyben Hollandia legnevezetesebb koncerthelyszíne, melynek Nagyterme kiváló akusztikájának köszönhetően egyike a világ legjelentősebb koncerttermeinek, a bécsi Musikverein Arany-terme, a Bostoni Szimfonikusok koncerttermével egy rangsorban. 
Az épület holland elnevezése szó szerint is „koncertépületet” jelent. A kapuit 1888-ban megnyitó Concertgebouw-nak fennállása százhuszonötödik évfordulója alkalmából, 2013. április 11-én Beatrix holland királynő a „királyi” elnevezést adományozta, mint ahogy korábban, a Concertgebouw rezidens zenekara, az Amszterdami Concertgebouw Zenekara is megalakulása századik évfordulóján elnyerte 1988-ban a „királyi” címet.

## Története

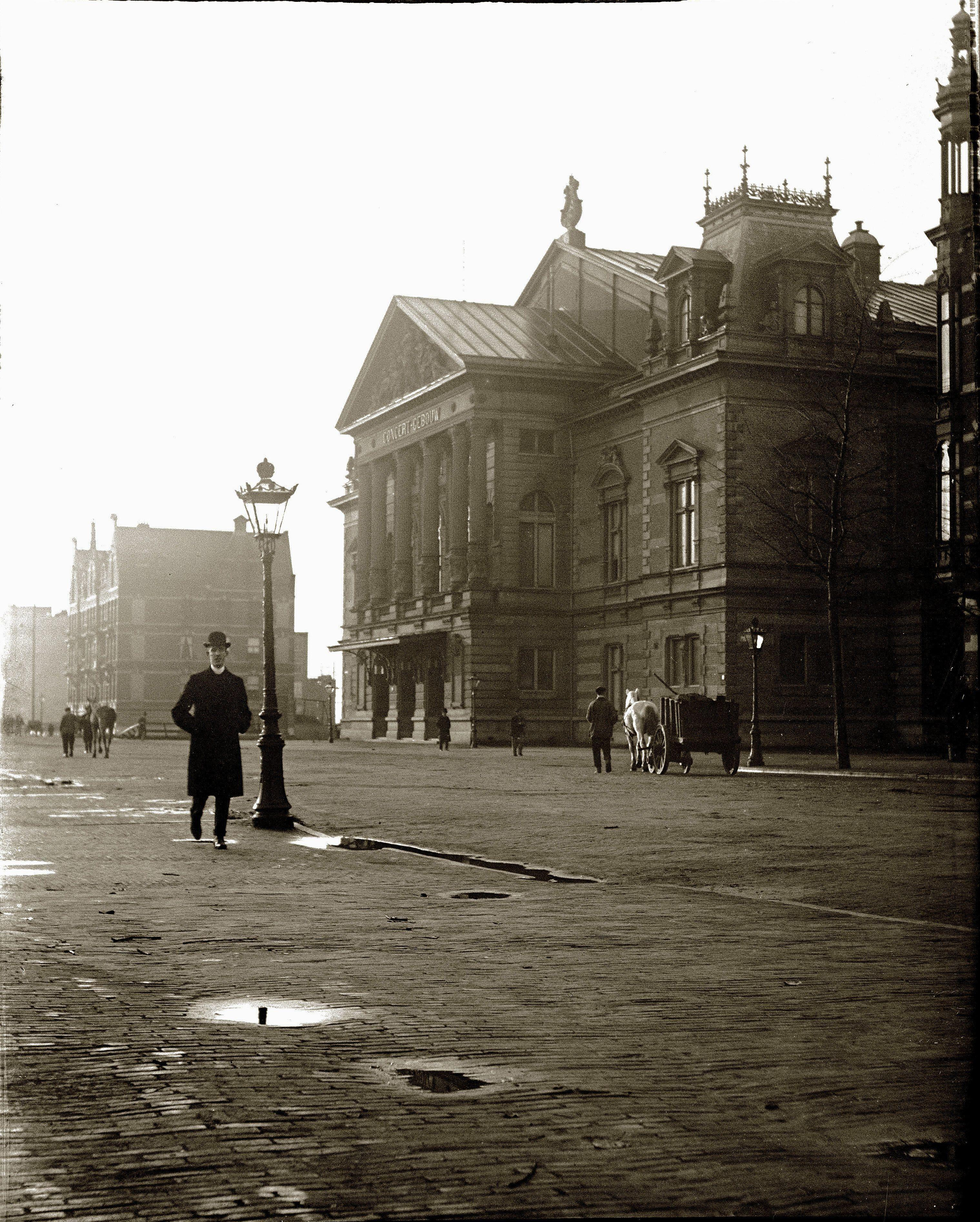
A Concertgebouw 1902-ben

Az 1888. április 11-én megnyílt Concertgebouw története az 1880-as évek kezdetéig nyúlik vissza. 1881-ben a város hat neves személyisége határozta el a Holland Királyság fővárosa számára egy új koncertépület felállítását, mivel ekkorra már az egykori Park Hall színház lebontásra ítéltetett, a Felix Meritis Terem túl kicsi, az Amszterdami Kristálypalota kényelmetlen volt és hírhedten rossz akusztikájú, így szükségessé vált Amszterdam számára egy új koncerthelyszín létrehozása. Az akkor már építés alatt álló Rijksmuseum építésze, Pierre Cuypers közbenjárásával tudtak egy, a múzeum melletti területet megvásárolni Nieuwer-Amstel-ben, mely akkor még a város határán kívülre esett. Az anyagi bázist egy 1882. március 7-én bejegyzett négyszázezer gulden alaptőkéjű, erre a célra létrejött részvénytársaság jelentette.  
Adolf Leonard van Gendt építész a két évvel korábban felépült - majd később, 1943-ban elpusztult - lipcsei Neues Gewandhaus mintájára tervezte meg az épületet, majd 1883-ban el is kezdődött az építkezés. Az 1886-ra kész Concertgebouw megnyitása viszont váratott magára, mivel Nieuwer-Amstel önkormányzatával való egyeztetések nehezítették ezt, egy kisebb csatornaág feltöltése, az utak kövezetének kialakítása, utcai lámpák biztosítása miatt.

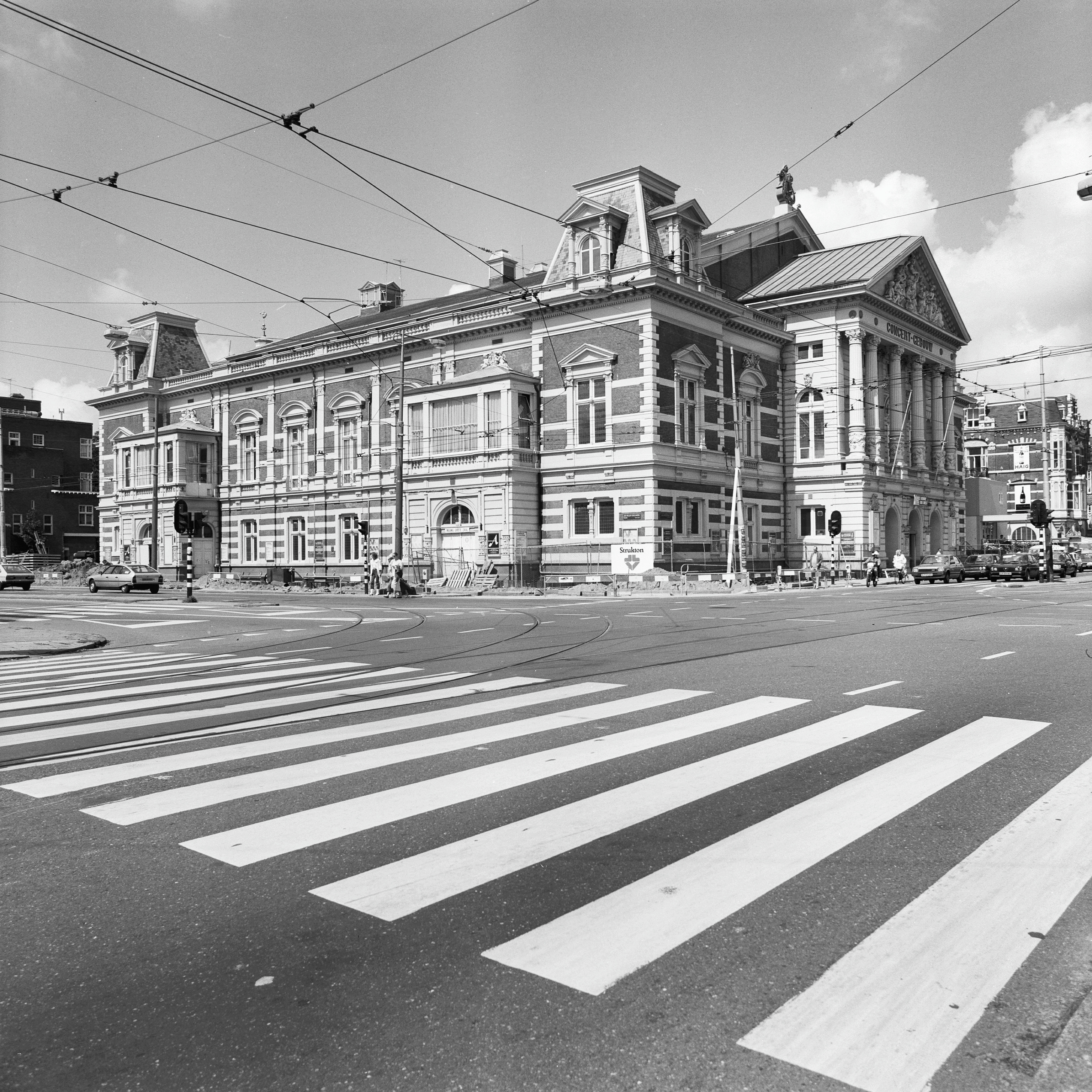
A Concertgebouw keleti oldala az átépítés előtt, 1985-ben.

Végül csak két évvel később, 1888. április 11-én tartották az ünnepélyes megnyitót, a koncerten százhúsz tagú zenekar és ötszáz fős kórus lépett fel, a programon Wagner, Händel, Bach és Beethoven műveivel. Pár hónappal Amszterdam új filharmóniaépülete megnyitása után alakult meg a Concertgebouw rezidens zenekara, az Amszterdami Concertgebouw Zenekara (Concertgebouworkest), mely így csak később, a Concertgebouw megnyitása után fél évvel, 1888. november 3-án adta bemutatkozó koncertjét.
Miután az 1980-as években észlelték az épület Amszterdam laza altalaja miatti süllyedését és a falakon már repedések jelentek meg, Pi de Bruijn építész tervei alapján az épület 1985 és 1988 között jelentős felújításon esett át: a statikai alapokat biztosító eredetileg felhasznált, de ekkorra már korhadó 2186 facölöp mellett betonnal erősítették meg az alapzatot, valamint a keleti oldalához modern főbejáratot is illesztettek.

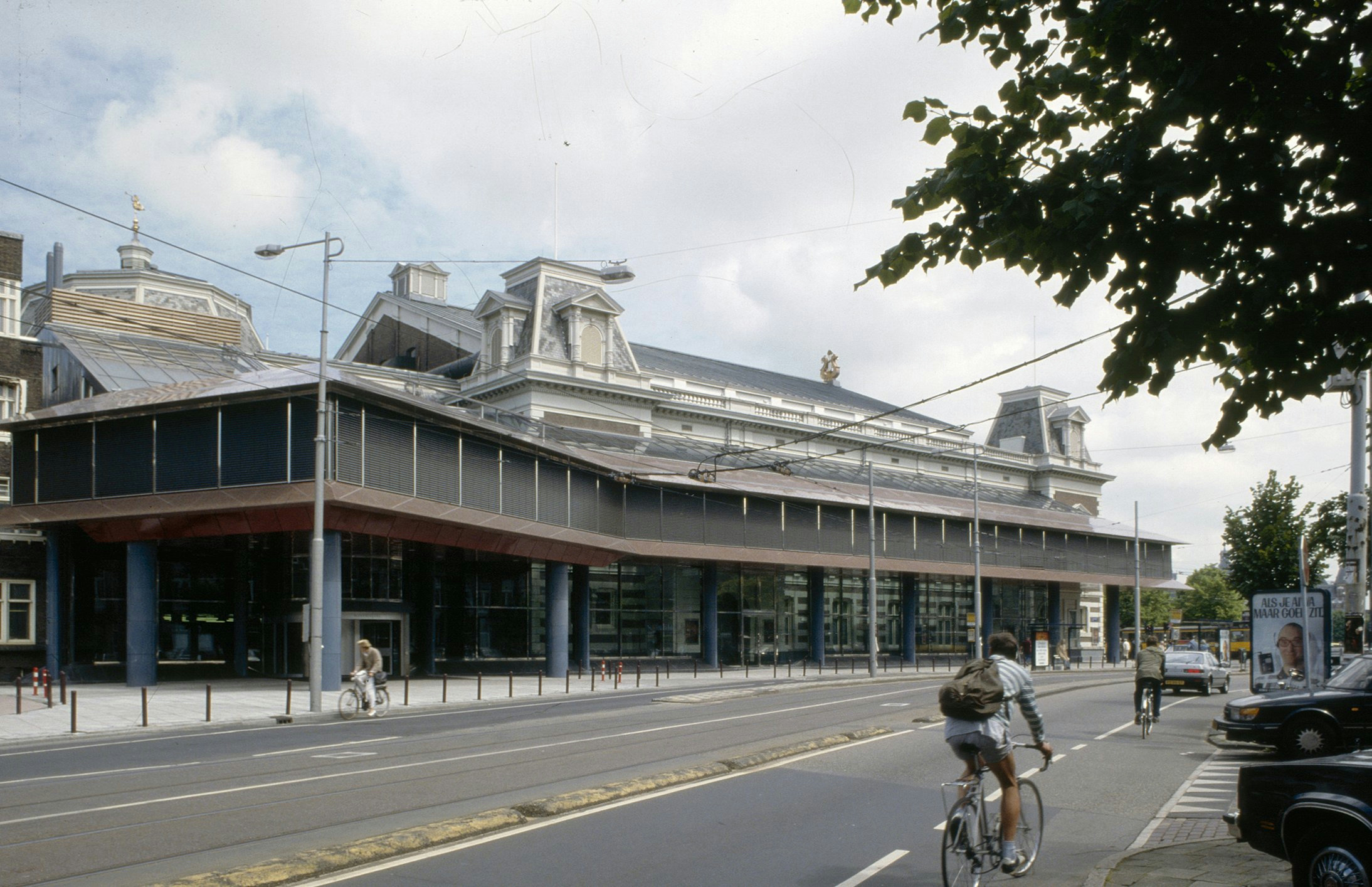
A Concertgebouw keleti oldalán az új főbejárat

A Concertgebouw kezdetektől, azaz 1888 óta magántulajdonban áll, valamint működését is legnagyobb részben magánbefektetők támogatják. 2017-es adatok szerint a jegyeladásokból származó összegek megközelítőleg a harmadát fedezik költségeinek, bevételhez jut viszont még bérlőktől is, végül összességében költségeinek csak 5%-át támogatja Amszterdam önkormányzata. Évente kilencszáz eseménynek ad otthont, melyeknek a 80%-a koncert, és több mint hétszázezer látogatójával a világ egyik leglátogatottabb koncerttermének számít.
Koncerttermei a klasszikus zene világhírű művészei fellépéseinek volt otthona, köztük Gustav Mahler, Richard Strauss, Bernard Haitink, Yehudi Menuhin, Jessye Norman, Vladimir Horowitz vagy Cecilia Bartoli. A komolyzenei koncertek mellett a dzsessz és a világzene nagyjai is felléptek itt, Louis Armstrong, Josephine Baker és a Sting is.
Jelentős magyar bemutatók helyszíne is volt a Concertgebouw, Bartók Béla Hegedűversenyének világpremierje 1939. március 23-án volt itt a felkérő, Székely Zoltán előadásában, a Concertgebouw Zenekarát annak vezetőkarmestere, Willem Mengelberg vezényelte. Kodály Zoltán pedig a Pávavariációkat, azaz a Fölszállott a páva, változatok egy magyar népdalra című művét a Concertgebouw Zenekar fennállásának ötvenéves jubileumára komponálta, az ősbemutatóra 1939. november 23-án került sor a Concertgebouw-ban, szintén Mengelberg vezényletével.
A bemutatók sora napjainkban is folytatódik, Kecskés D. Balázs Kék című - a Holland Filharmonikusok felkérésére írt - kompozícióját Madaras Gergely vezényletével 2022. február 12-én mutatja be a zenekar.

## Épület
Amszterdam múzeumi negyedében, a park túloldalán levő Rijksmuseummal szemben, valamint a Stedelijk Museum tőszomszédságában álló Concertgebouw épülete külső kialakítása a holland neoreneszánsz stílust követi, a homlokzatán monumentális aranyozott díszekkel, a dekoratív timpanon csúcsát pedig a zenét szimbolizáló Apollo lírája ékesíti. Az eredeti díszt 1993-ban váltotta fel a jelenlegi, 3,25 méteres immár aranyozott líra.

### Nagyterem

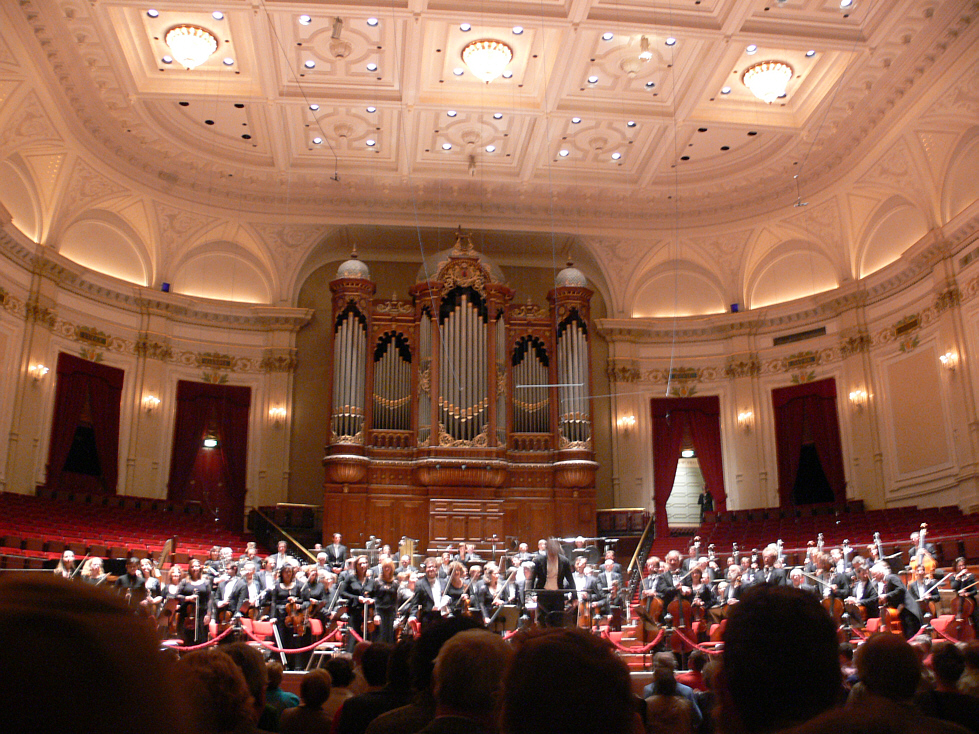
Az Amszterdami Concertgebouw Zenekara 2008-ban a Nagyteremben

A Concertgebouw 1974 férőhelyes Nagyterme negyvennégy méter hosszú, huszonnyolc méter széles és tizenhét méter magas. A pódium hátsó falánál Michaël Maarschalkerweerd, utrechti orgonaépítő mester által 1890-ben megépített hatvan regiszteres, három manuálos, pedálos orgona áll, melyet 1990 és 1993 között a Flentrop Orgelbau cég restaurált. A Nagyterem erkélyének szegélyét és az oldalfalakat negyvenhat zeneszerző neve díszíti, köztük Bartók Béláé és Liszt Ferencé is.
Az első években a Nagyterem akusztikája még messze nem számított olyan legendásnak, mint a későbbiekben. Évekig tartott a terem ﬁnomhangolása, azaz a terem belső díszítéseinek anyagait és formáit változtatták, amíg el nem érték a kívánt hangzást. Az 1985 és 1988 közötti felújítás során az akusztika megőrzése miatt külön ﬁgyelmet fordítottak arra, hogy a belsőépítészek által korábban használt anyagokat megtartsák, vagy azonos minőségűre cseréljék. Ugyanakkor megítélések szerint akusztikája romantikus művek előadására kiváló, de az itt fellépő Led Zeppelin, Pink Floyd, Frank Zappa, Grateful Dead, The Doors vagy Paul McCartney koncertjei számára már nem annyira.

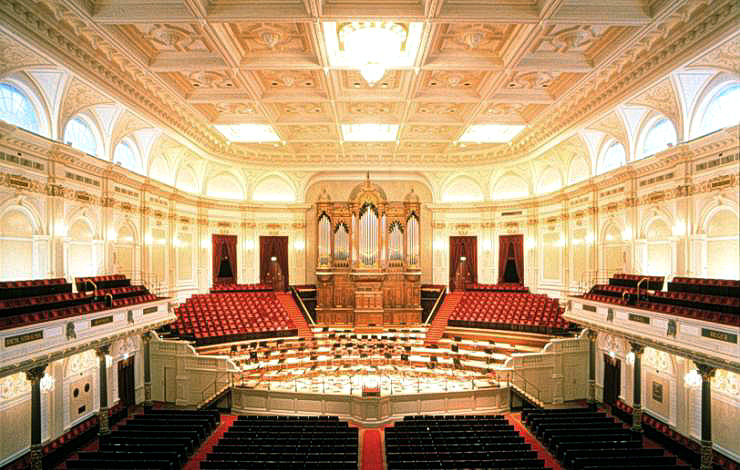
A Nagyterem (egyike a világ legjobb akusztikájú koncerttermeinek)
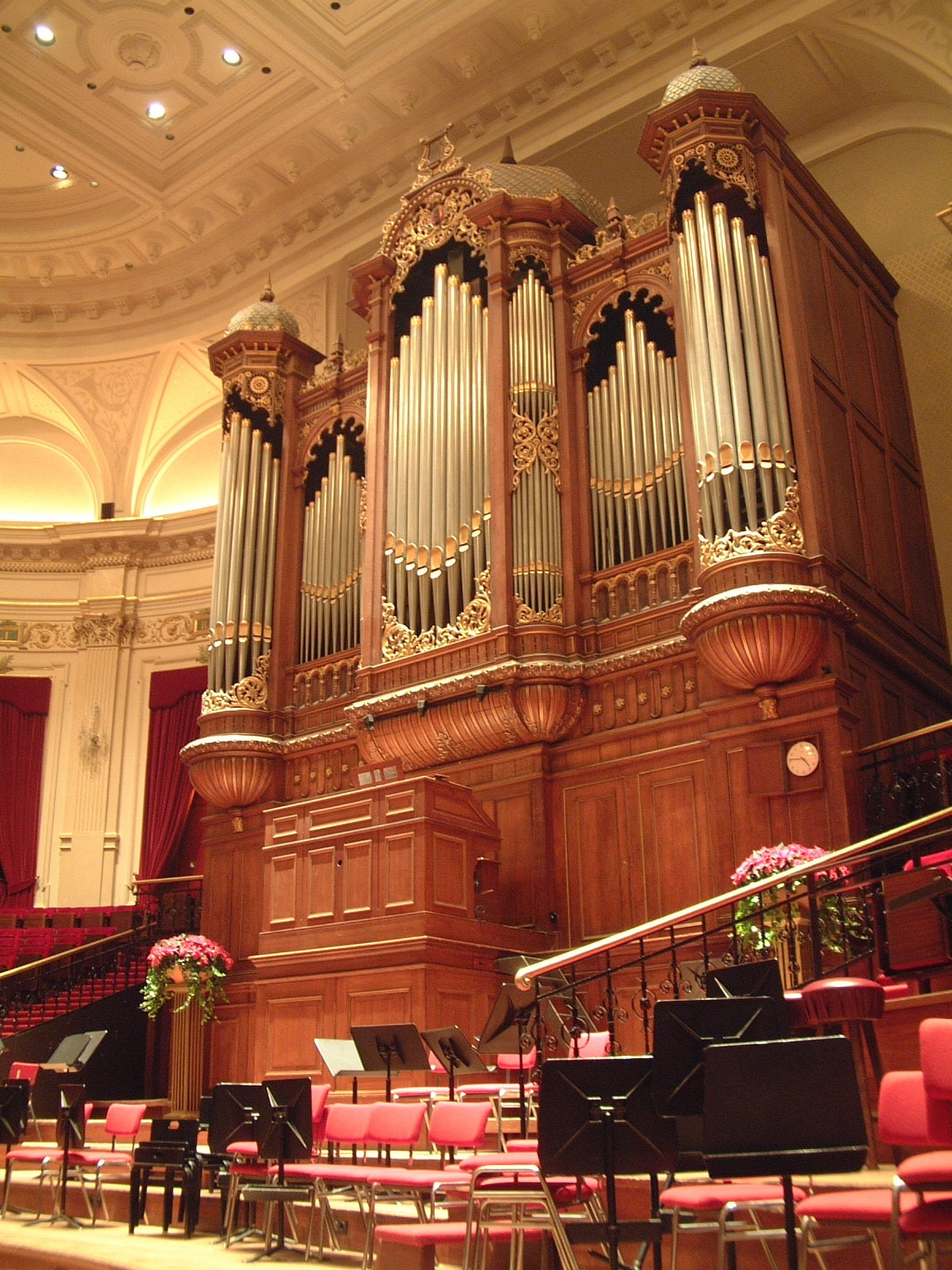
A Nagyteremben levő orgona
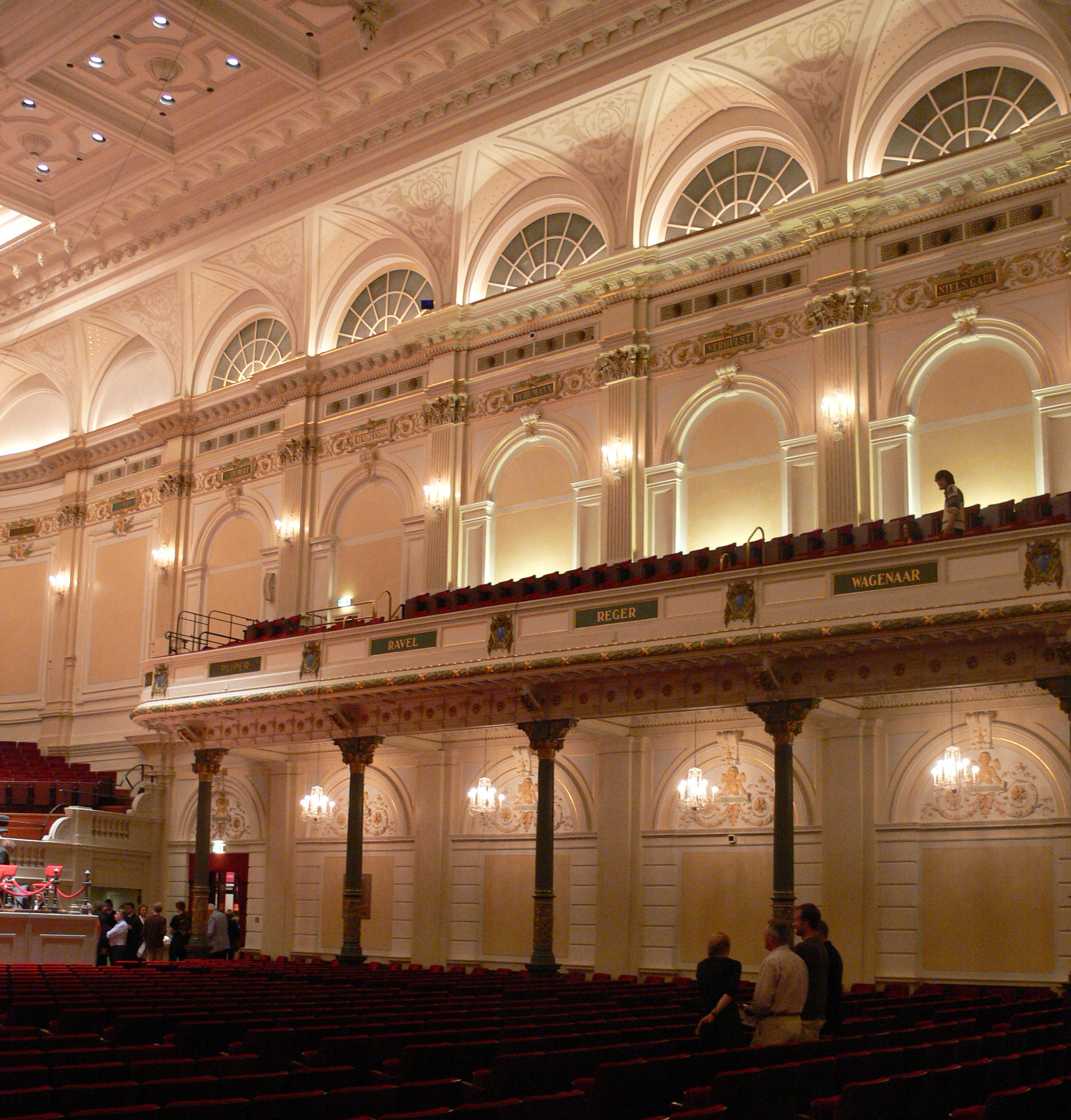
A Nagyterem erkélye, oldalfalán és szegélyén a zeneszerzők nevével

### Kisterem
A Nagyterem mögötti emeleti részen helyezkedik el az ovális alaprajzú Kisterem, mely kamarakoncertekre alkalmas, 437 főt befogadó, húsz méter hosszú és tizenöt méter széles.

### Tükörterem
A Nagyterem mögött a földszinti részen, pontosan a Kisterem alatt található a Tükörterem, ebből 1925-ig a koncertépület mögötti kertre vezetett kijárat. Miután a telekrészt Amszterdam városának eladták, már a kertre néző kilátás sem maradt meg, így az ajtók üvegeit tükörrel fedték be, innen ered a terem elnevezése is. A terem oszlopai a Kisterem alátámasztását is szolgálják. A kristálycsillárokkal megvilágított többfunkciójú Tükörterem kávézóként, előcsarnokként is szolgál, valamint fogadásoknak is helyt ad, de rádióközvetítéseket is sugároznak innen.

## Zeneszerzők neve a Nagyteremben
A Nagyterem erkélyének szegélyén és az oldalfalakon a következő negyvenhat zeneszerző vezetékneve látható:  
| - Bernard Zweers - Anton Bruckner - Gustav Mahler - César Franck - Alphons Diepenbrock - Claude Debussy - Cornelis Dopper - Richard Strauss - Julius Röntgen - Bartók Béla - Antonín Dvořák - Georg Friedrich Händel | - Jean-Baptiste Lully - Domenico Scarlatti - Wolfgang Amadeus Mozart - Luigi Cherubini - Carl Maria von Weber - Hector Berlioz - Frédéric Chopin - Liszt Ferenc - Richard Wagner - Charles Gounod - Carl Reinecke - Cornelis Schuyt | - Jacob Obrecht - Jan Pieterszoon Sweelinck - Orlando di Lasso - Johannes Wanning - Jacobus Clemens non Papa - Pjotr Iljics Csajkovszkij - Igor Stravinsky - Johan Wagenaar - Max Reger - Maurice Ravel - Willem Pijper - Franz Schubert | - Felix Mendelssohn - Robert Schumann - Johannes Verhulst - Niels Gade - Anton Rubinstein - Louis Spohr - Ludwig van Beethoven - Johannes Brahms - Joseph Haydn - Johann Sebastian Bach |

## Galéria

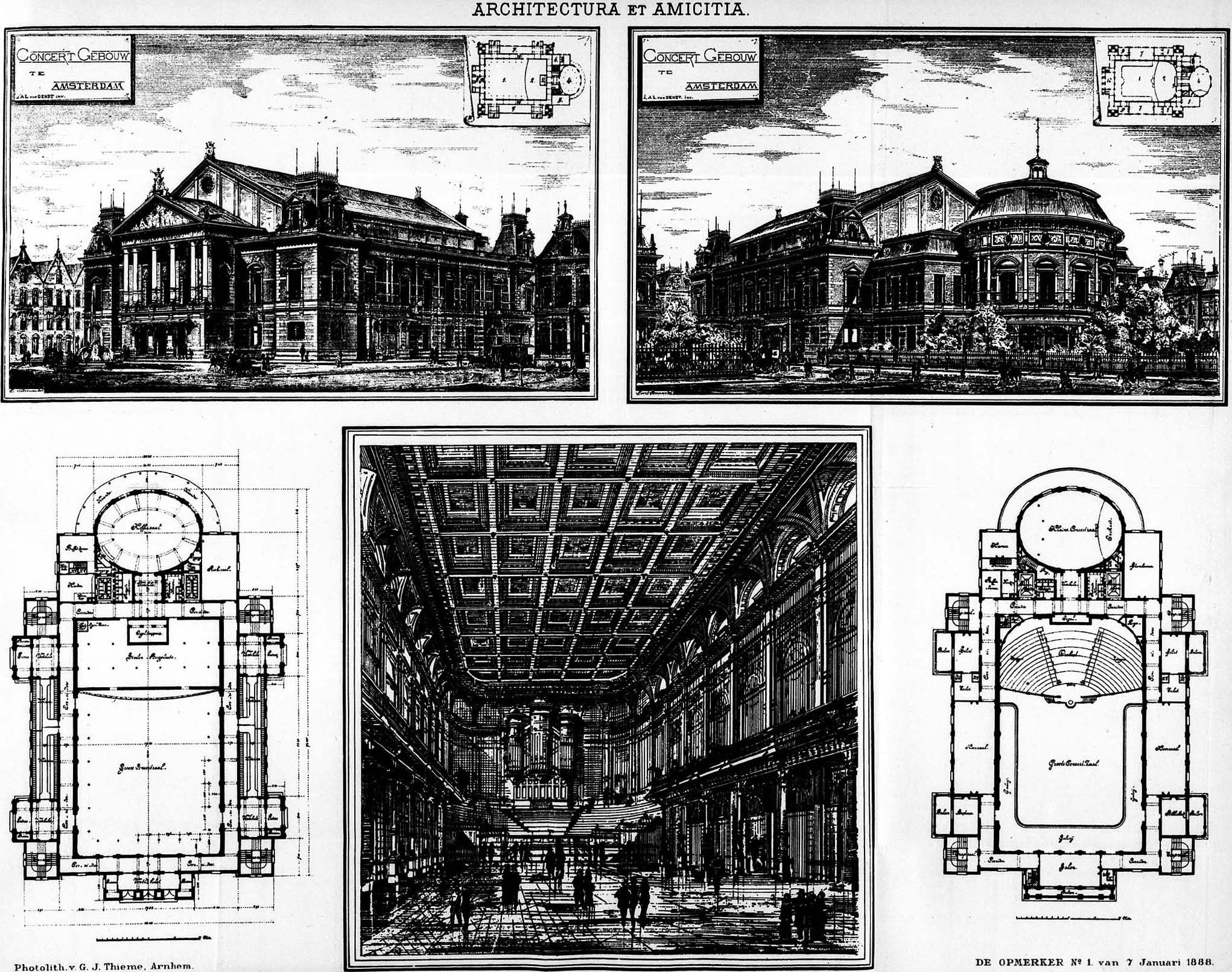
Építészeti tervrajzok 1888-ból
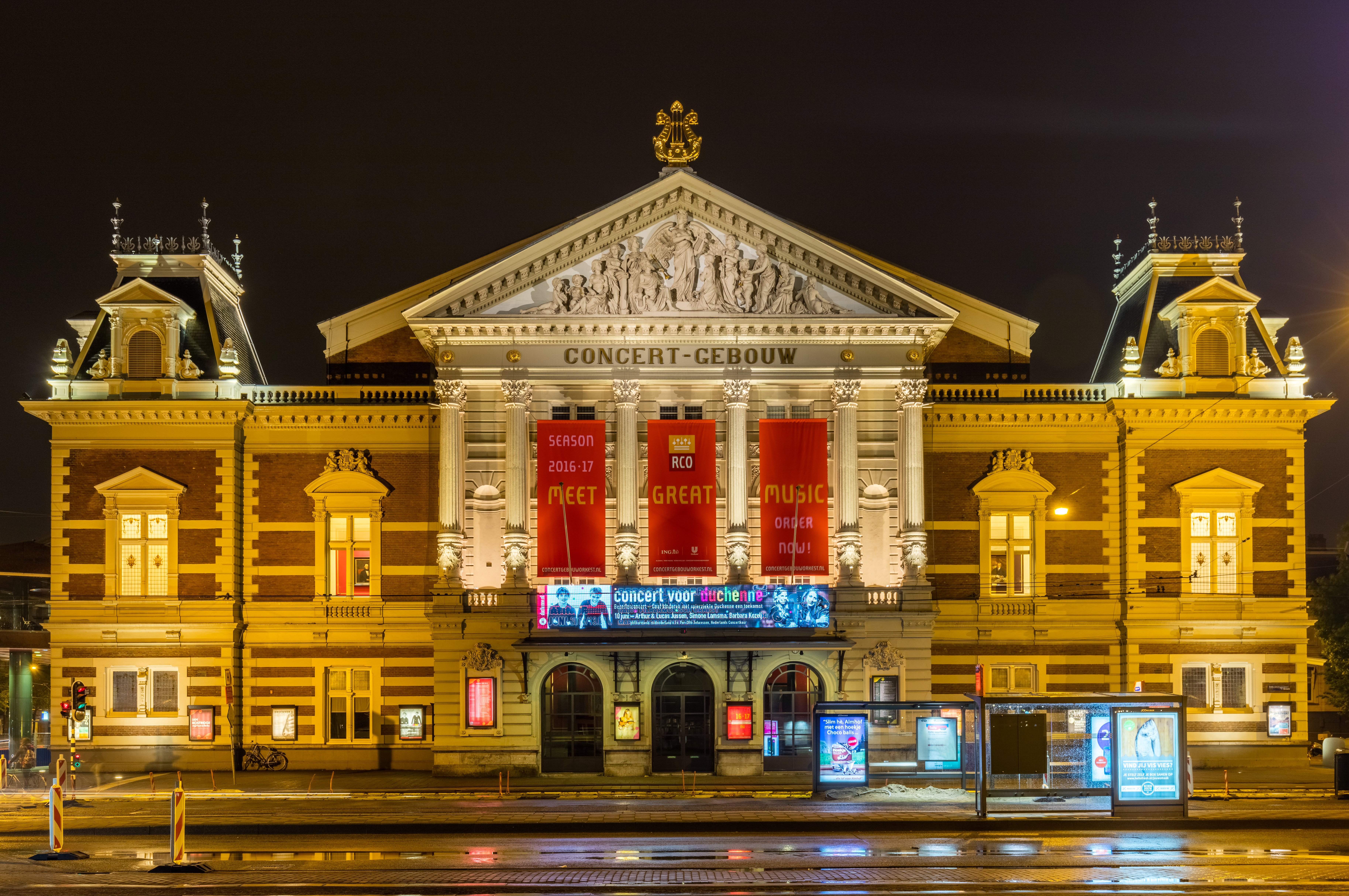
A Concertgebouw esti megvilágításban 2008-ban
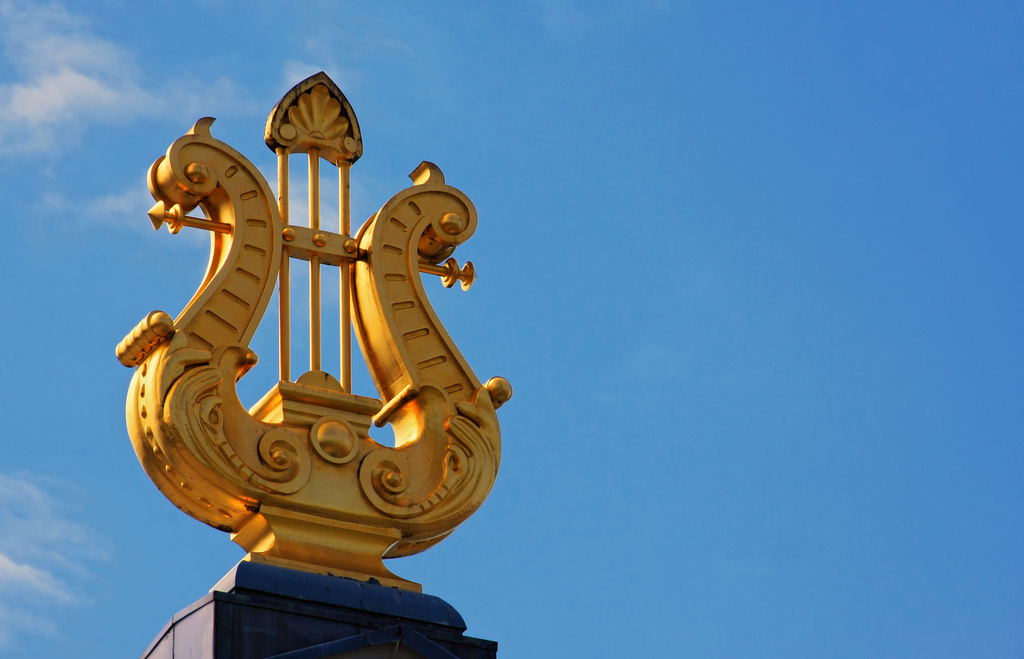
Az aranyozott líra a Concertgebouw épülete csúcsán